# Rausdorf (Thüringen)
Rausdorf ist eine Gemeinde des thüringischen Saale-Holzland-Kreises und Teil der Verwaltungsgemeinschaft Hügelland/Täler.

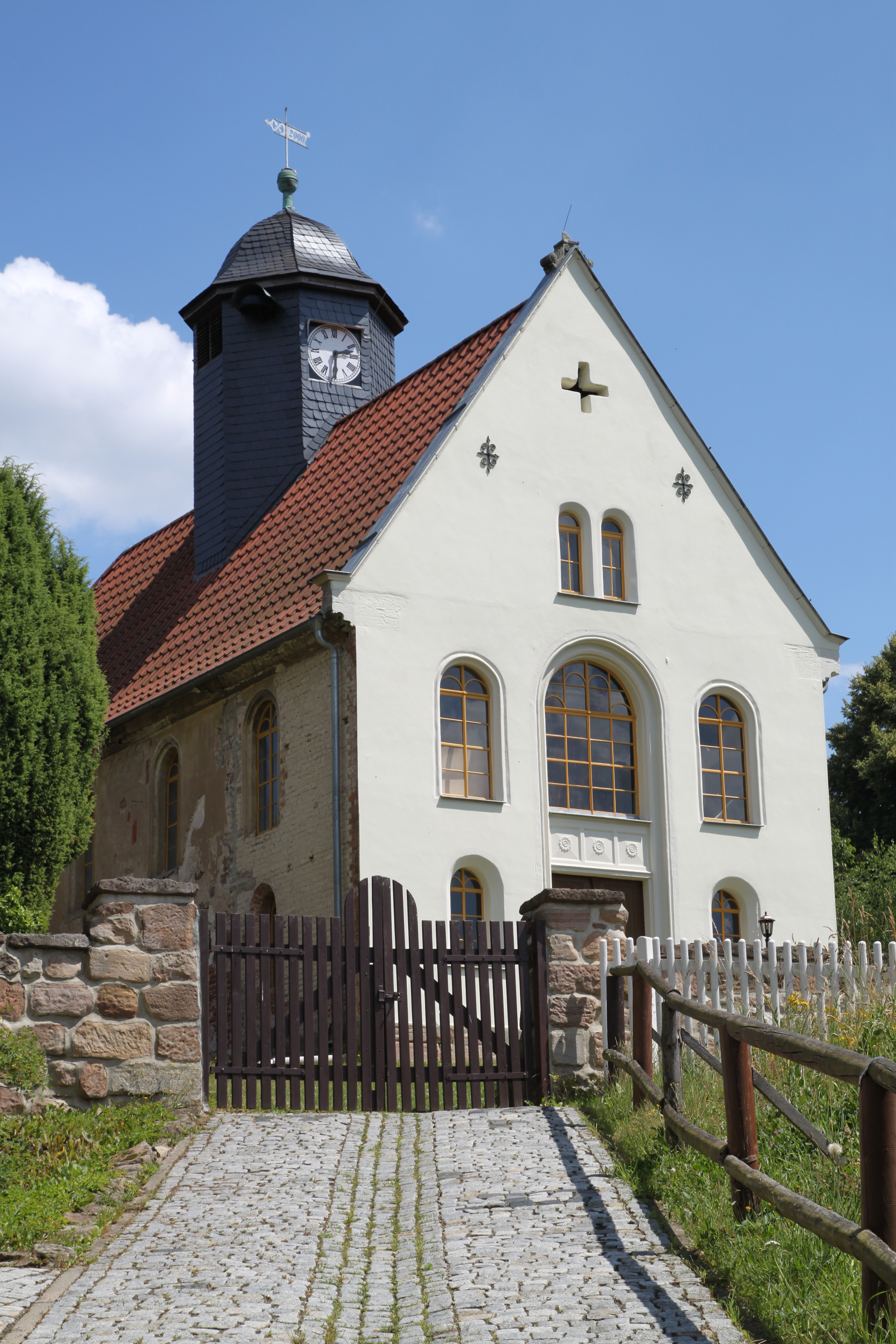
Kirche Rausdorf

## Geschichte
Rausdorf geht auf eine vermutlich slawische Siedlung zurück, die am 7. September 1378 als Ruwinsdorf erstmals erwähnt wurde.
Zu DDR-Zeiten unterhielt der VEB Pumpen- und Gebläsewerk Leipzig für Kinder seiner Betriebsangehörigen das Betriebsferienlager „Philipp Müller“.

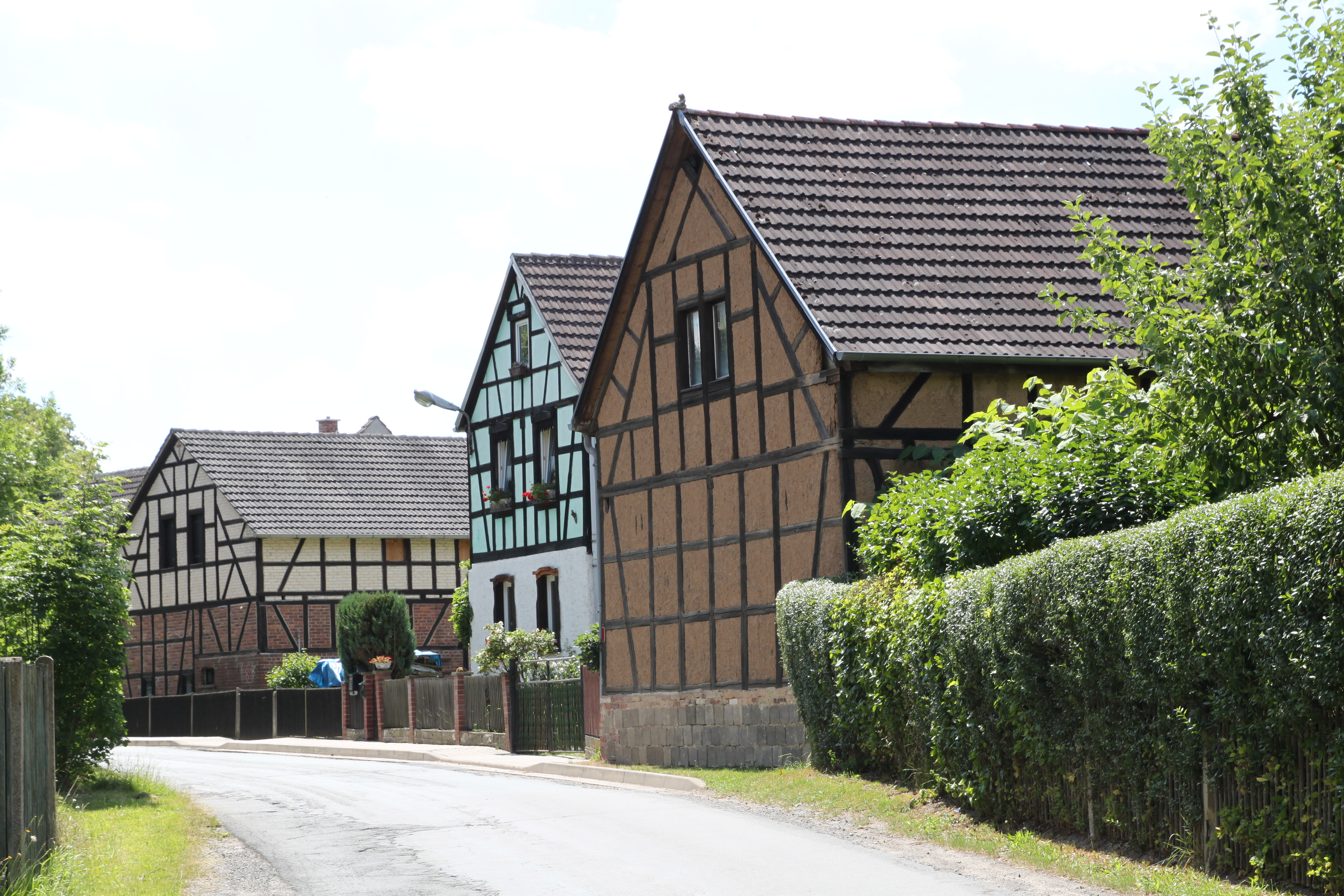
Dorfstraße in Rausdorf

## Freizeitmöglichkeiten
Rausdorf verfügt über eine neue Sport- und Freizeitanlage.
Im Frühjahr 2017 wurde der Rausdorfer e. V. gegründet, der sich unter anderem mit der Alten- und Jugendhilfe sowie der Heimatpflege beschäftigt.

## Sehenswürdigkeiten
- Schloss derer von Ruwinsdorf
- Dorfkirche